# Pavol Lančarič
Pavol Lančarič (ur. 31 maja 1963 w Bojnicach) – słowacki menedżer, długoletni dyrektor generalny Orange Slovensko, w 2023 minister transportu.

## Życiorys
Absolwent wydziału handlu w Wyższej Szkole Ekonomicznej w Bratysławie; doktoryzował się na tej uczelni w 1991. Pracował w urzędzie antymonopolowym i jako konsultant w Deloitte & Touche. W 1993 został dyrektorem generalnym słowackiego oddziału przedsiębiorstwa Tchibo, a w 1995 objął tożsame stanowisko w jednym z wydawnictw. Od 1997 zawodowo związany z Orange Slovensko (poprzednio pod nazwami Globtel GSM i Globtel), początkowo pełnił funkcję dyrektora do spraw sprzedaży. W latach 1999–2019 był dyrektorem generalnym tego przedsiębiorstwa. Od 2015 przewodniczył jednocześnie radzie dyrektorów spółki. W latach 2019–2022 kierował radą nadzorczą Orange Slovensko. Wszedł w skład zarządu stowarzyszenia informatycznego IT Asociácia Slovenska.
W maju 2023 powołany na urząd ministra transportu w technicznym rządzie Ľudovíta Ódora. Funkcję tę pełnił do października tego samego roku.

## Wyróżnienia
- Krištáľové krídlo (2010)[4]